# きずな (人工衛星)
きずな（WINDS : ウィンズ、Wideband InterNetworking engineering test and Demonstration Satellite）は、宇宙航空研究開発機構（JAXA）と情報通信研究機構（NICT）の超高速インターネット衛星。開発・製造はNEC東芝スペースシステムが担当した。
2008年（平成20年）2月23日にH-IIAロケットにて打ち上げられた。

## 目的
政府が2001年（平成13年）に策定した「e-Japan重点計画」に基づき、無線による広範囲かつ超高速の固定用国際ネットワークを構築する技術を実証するために開発された。また、e-Japan戦略を受けてJAXAが提案している宇宙インフラ構想「i-Space」の一翼を担う衛星でもある。
アジア・太平洋の高速インターネットが行き届いていない地域（離島）、災害時など地上設備による通信が困難な環境での通信技術の獲得、地域間の情報格差を解消し、医療・教育・災害対策に寄与する事を目的としている。

## 通信速度
一般家庭用
直径45cm（一般的な衛星放送用アンテナと同じサイズ）のアンテナを設置した場合、下り（衛星から家庭へ）は約155Mbps、上り（家庭から衛星）は1.5 - 6Mbpsである。
企業用
直径5mの地上局を設置した場合、1.2Gbpsでの通信が可能である。
2010年に「きずな」搭載中継器の1.1GHz帯域幅を最大限使用して、単一搬送波による伝送速度1.2Gbpsに成功。2014年には、「きずな」搭載中継器の1.1GHz伝送帯域内に16波の16APSK多値変調信号を、周波数多重化 (16APSK-OFDM) することによって、打上げ当初の「きずな」の通信容量の約5倍となる世界最高速3.2Gbpsの衛星伝送を実現した。

## 商用サービス化計画
きずなは技術実証を目的としており、商用サービスには向いていない。マルチビームアンテナ （MBA）により日本を複数のビームでカバーしているが、衛星上でのスイッチング能力が不足しており、イントラネットサービスは同一ビーム内に限られる。また、MBAは日本の離島部をカバーしていない。
商用サービス用には、きずなの技術を利用した別の衛星が打ち上げられる予定であった。2003年（平成15年）、超高速衛星インターネットサービスの事業化を目指して、NEC、NEC東芝スペースシステム、JSAT（現・スカパーJSAT）の3者の出資により、株式会社超高速衛星インターネットサービス企画（BBISS）が設立された。当初は、2005年（平成17年）度にきずなを、2007年（平成19年）度に商用のBBISS衛星を打ち上げてサービスを開始する予定だった。
BBISS衛星によって、e-Japan戦略で目指している2010年（平成22年）度までの地域間の情報格差の解消と、地上波デジタル放送を衛星経由で再送信してアナログ放送のデジタル化の遅れをバックアップすることが期待されていた。
NEC東芝スペースシステムの試算では、商用化の際の一般家庭での利用料は、設備費10万円、通信費月3000円を見込んでいた（加入者が200人以上の場合）。

## 搭載機器
MBA（マルチビームアンテナ）
JAXA開発の、日本国内およびアジアの主要10都市の固定地域と通信を行うアンテナ。日本本土向けと東南アジア向けの2基を搭載する。
ビームごとに電力分配を行うマルチポートアンプを有し、雨天地域へのビーム出力を上げる事で、雨天時でも安定して高速通信を行う事が可能である。
APAA（アクティブ・フェーズドアレイ・アンテナ）
JAXA開発の、アジア太平洋地域の広範囲をカバーするアンテナ。送受信ともに、2つのビームを電子的に高速走査し、MBAが対象とする固定地域以外の任意の地域との通信を行うことができる。
ABS（高速スイッチングルータ）
NICT開発の、ATM交換機ルータ。衛星上で155Mbps×3チャンネルの交換能力がある。

## 予定・経過

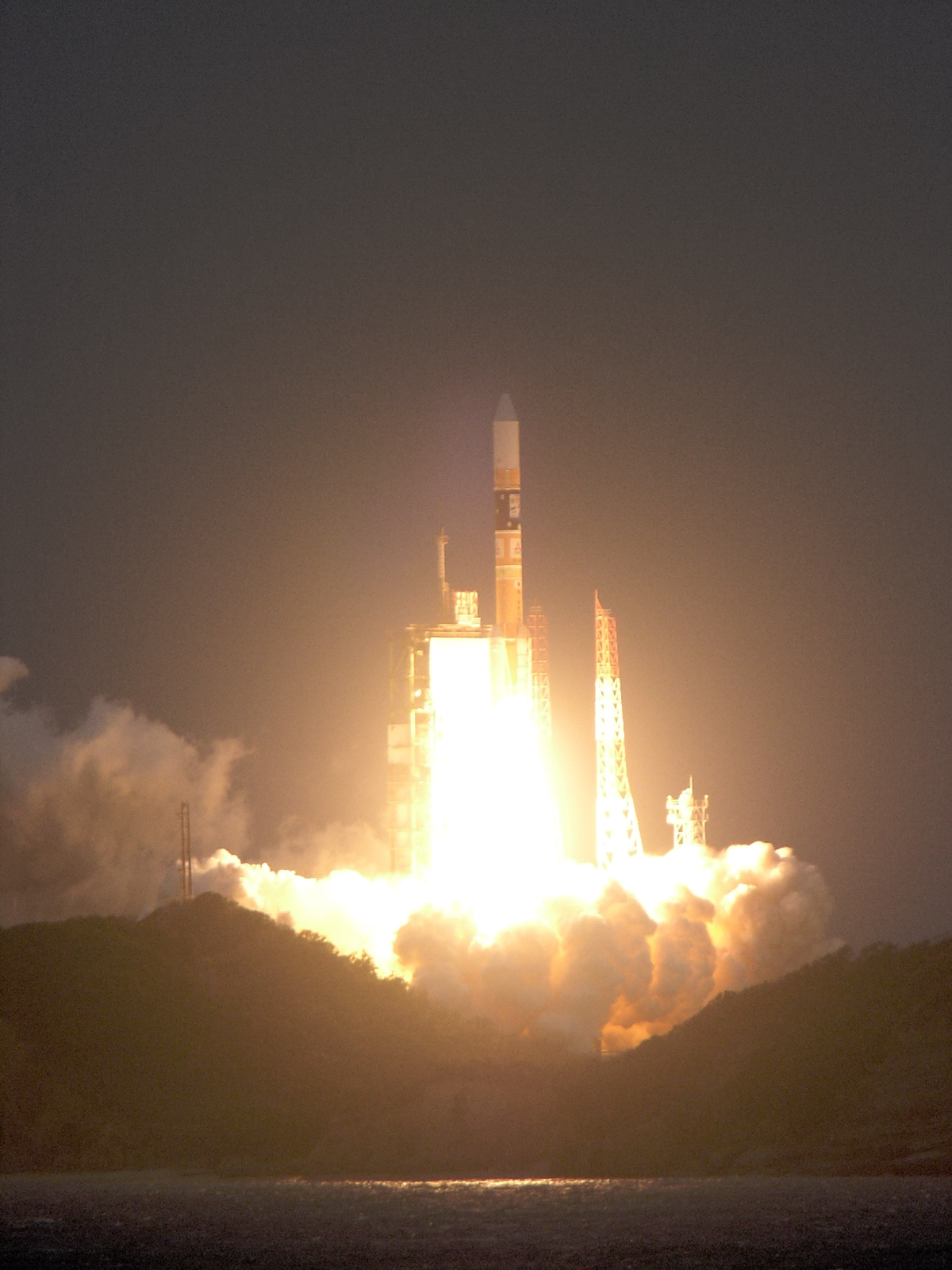
H-IIAロケット14号機による「きずな」の打ち上げ

以下、日時時刻は日本標準時にて記載

### 経過
- 2008年（平成20年）
  - 2月23日17時55分 - 種子島宇宙センターからH-IIAロケット14号機にて打ち上げ
当初は2月15日打ち上げ予定だったが、ロケット第2段の姿勢制御装置に異常が見つかり、延期された[6]。
  - 2月24日9時29分 - 第1回アポジエンジン（アポジモータ）噴射
  - 2月25日9時25分 - 第2回アポジエンジン噴射
  - 2月26日14時29分 - 第3回アポジエンジン噴射
  - 2月27日13時34分 - 第4回アポジエンジン噴射
  - 2月29日12時24分 - 20Nスラスタ噴射、ドリフト軌道へ投入
  - 3月1日20時35分 - クリティカル運用期間終了、初期機能確認運用期間へ移行
  - 3月14日9時09分 - 最終軌道制御実施、静止軌道へ投入
  - 3月28日-4月7日 - 直径45 cm、および1.2 mの地上アンテナを用いて、155 MbpsでのIP通信試験に成功。MBAの自動追尾機能やマルチポートアンプの280 W出力などの機能も正常[7]。
  - 5月2日 - 直径2.4 m相当の車載型アンテナを用いて、1.2 Gbps（622 Mbps×2波）でのデータ通信に成功[8]。
  - 5月1日-11日 - マルチポートアンプに使用している8台の進行波管増幅器（TWTA）のうち2台の電源が自動オフとなる不具合が発生。うち一台は復旧した。なお、衛星には予備として2台のTWTAが搭載されている[9]。
  - 5月12日 - 広域電子走査アンテナ（Ka帯APAA）を用いた622 Mbpsでの通信に成功。地球側のアンテナは、NICT鹿島宇宙技術センターの大型地球局（アンテナ直径約5 m）と、北海道釧路市の車載型アンテナ（直径約2.4 m）。APAAは、日本国内全域を含む地球上の1/3の地域と通信可能である[10]。
  - 7月9日 - 宇宙開発委員会に対して、定常段階への移行が報告された。搭載機器の初期機能確認が完了し、いずれも正常動作が確認された[11]。
- 2009年（平成21年）2月22日 - 国立天文台の観測班が、NICT、JAXA、NHKの協力のもと、硫黄島で2009年7月22日の日食観測を行い、超高速インターネット衛星・きずなを通じた映像中継を実施した[12][13]。
- 2019年（平成31年）
  - 2月9日 - 6時36分頃から衛星との通信ができない状態となる[1]。
  - 2月27日 - 15時54分にバッテリー停止コマンドを送信。運用を終了[2]。

### 予定
- 2008年（平成20年）3月-6月 - 初期機能確認
- 2008年（平成20年）7月 -  基本実験 （テーマ数36件の予定）

NICTによるきずな搭載機器の詳細な性能・特性確認に加え、JAXAによるきずなを利用したマルチキャスト機能・メッシュ型ネットワーク機能の応用や、アジア各国への防災情報の配信、だいちが取得した画像の被災地への配信、小笠原におけるデジタルデバイド解消の有効性についての検証、ちきゅう等の洋上船舶からの大容量データ配信実験などが実施される。
- 2008年（平成20年）10月 -  利用実験 （項目数53件の予定）

公募したテーマの中から53件を実施。アジア・太平洋諸国の大学や研究組織との共同実験が中心となっている。
- 2010年（平成22年）1月19日-21日 - 防衛省は、航空自衛隊がきずなを利用して遠隔地からのリアルタイム映像伝送実験を実施することを、18日までに日本共産党の吉井英勝衆院議員の事務所に明らかにした。同省によると自衛隊基地がある硫黄島（東京都）でハイビジョン動画を撮影し、きずなを介して本土に伝送。「大容量宇宙通信利用の技術的可能性を調べる」のが目的としている。

## 愛称募集キャンペーン
2007年（平成19年）6月26日から8月26日にかけて、愛称の募集が行われた。採用された愛称を提案した人の中から抽選で1名にきずなの打ち上げ見学へペアで招待、提案者全員に賞状が送付される予定。
10月10日に募集結果の発表があり、応募総数9,657件のうち452点の応募を集めた「きずな」が愛称に選ばれた。

## 不正アクセス事件
きずなの設計をめぐり、当時のNEC東芝スペースシステム（以下、NTスペース）の社員がNASDAのコンピュータシステムへ不正に侵入し、他社の情報を盗み見るという事件が発生した。不正アクセスが行われたのは2001年（平成13年）12月12日で、翌13日には発覚した。
NTスペースと三菱電機はきずなの設計・製造を分担受注しており、両社ともNASDAのコンピュータシステムを利用していたが、NTスペースの社員は自社に割り振られたパスワードから三菱電機側のパスワードを類推してシステムに侵入、コピーした三菱電機の資料を上司に送り、NTスペース社員やNASDA職員ら86人に対してシステムへの侵入方法を電子メールで知らせたという。資料の内容は、衛星に使用する部品の技術評価に関する文書などで、三菱電機にとっては機密情報にあたる。NASDAはこの事件を2002年（平成14年）2月13日に発表し、NTスペースに対して1ヶ月の指名停止処分を下している。
当初、NASDAは実害が無いことから刑事告訴を見送る方針だったが、結局NTスペースの社員3名が同年5月に不正アクセス禁止法違反容疑で逮捕、起訴され、同年9月に懲役8月、執行猶予2年の有罪判決が下った。被告側はパスワードの脆弱性を知らせるための親切心からだったと主張したが、判決では三菱電機側の情報を盗むのが目的だったと認定した。

## コンデンサ逆実装問題
地上試験中に発生した不具合の原因究明過程で、タンタルコンデンサの逆実装が見つかった。そのため、他の衛星も調べたところ、打ち上げ直前だった月周回衛星かぐやの子衛星でも同様のミスが見つかり、急遽修理が行われるという出来事があった。
2007年（平成19年）初めから筑波宇宙センターにて行われていたきずなのプロトフライトモデル（PFM）の機械環境試験において、音響試験後の電気機能確認で挙動不審なデータが出た。原因を調査していくうちに基板上の実装に問題があるのではないかとなり、品質記録を全て目視で確認したところ、コンデンサの逆実装が見つかった。この問題をかぐやにも水平展開し、同様の確認を行ったところ、かぐやの子衛星でも同様の取り付けミスが見つかった。
コンデンサの逆実装は、きずなで8箇所、かぐやで4箇所の計12箇所。このコンデンサは「タンタルコンデンサ」と呼ばれるタイプで、特性は良いものの逆電圧の印加に弱く、長時間逆電圧をかけるとショートして発煙・発火に至る。きずなではある程度高い電圧がかかる場所に使用されており、長期間の試験の後に故障して発見されたが、かぐやにおいてはあまり電圧のかからない場所に使用されていたため、試験中は故障せずに見逃された。もし修理せずに打ち上げていた場合、打ち上げ後1000時間程度で故障した可能性がある。基板上にはコンデンサの＋・－を示すしるしは無く、取り付け時に注意を促す文書なども無かった。組み立て後は部品の配置を見る外観検査は行われたが、個別の部品の検査は行われていなかったという。
この問題のため、かぐやの子衛星を修理することになり、かぐやの打ち上げが2007年（平成19年）8月16日から9月13日へ、28日延期された。打ち上げ延期により約1億6000万円の追加費用が生じたが、JAXAはNECに対して延期による追加費用の負担を求めていない。NEC側はかぐやの子衛星2機の修理費用を負担し、再発防止のための改善策をまとめてJAXAへ報告した。